# Чемерський Павло Дем'янович
Павло́ Дем'я́нович Чемерський (13 березня 1918, Павлоград — 1989) — український лірник.
В тринадцять років від нещасного випадку втратив зір. Вчився в школі незрячих в Дніпропетровську. 1940 року закінчив Дніпропетровське музичне училище і вступив до Київської консерваторії. З 1950 працював у Київському учбово-виробничому підприємстві №1 Українського товариства сліпих, керував оркестром народних інструментів.
У гуртку бандуристів під керівництвом Анатолія Білоцького навчався грати на бандурі та колісній лірі.
Разом з концертною бригадою народних кобзарів виступав як лірник у різних містах України.
У 1963 році у Києві брав участь у творчому вечорі для учасників Всесоюзної наради працівників палаців культури, клубів у Спілці, дн виконав народні пісні «Сирітка», «Ой по горі»
У репертуарі — пісні «Ой на горі вогонь горить», «Налетіли журавлі», старовинна лірницька «Сирітка».